# متلازمة الحليب-القلوي
في الطب، متلازمة الحليب القلوي مرض يعني وجود نسبة عالية من الكالسيوم في الدم بسبب أخذ نسبة عالية من الكالسيوم وامتصاص القلوي؛ والمصدر المشهور من الكالسيوم والقلوي هو المكملات الغذائية التي تؤخذ لمنع نخر العظام ومضادات الحموضة. إذا لم يعالج، إن متلازمة الحليب والقلوي سوف تؤدي إلى فشل في الكلية أو الموت.
كانت متلازمة الحليب والقلوي مشهورة في القرن 20th، لكن منذ عام 1990، هنالك ازدياد في عدد الحالات التي قد شخصة، مرتبطة بزيادة استخدام المكملات الغنية بالكالسيوم لمنع هشاشة العظام.

## العلامات والأعراض
أشهر الأعراض هي ضعف في الشهية، الدوار، أوجاع الرأس، التشويش (ارتباك)، الذهان، جفاف الفم؛ واختبارات المختبرات تقول أن الأشخاص الذين يعانون من متلازمة الحليب والقلوي عندهم ارتفاع كبير في نسبة الكاسيوم في الدم، الفشل الكلوي وداء القلوية الأيضي.

## الأسباب
سبب متلازمة الحليب والقلوي هو أخذ كمية كبيرة من الكالسيوم ( عادة من خلال المكملات الغذائية التي تؤخذ لمنع هشاشة العظام )و القابلية الامتصاصية للقلوي ( مثل الموجودة في الأدوية مضادات الحموضة ).

## الآلية
آلية الإصابة بمتلازمة الحليب والقلوي من خلال ابتلاع كمية كبيرة من الكالسيوم والقلوي غير واضحة ولكون جسم الإنسان ينظم بإحكام نسبة الكالسيوم. إن القصور في وظيفة الكلية هي عامل خطر ولكن حتى الأشخاص الأصحاء الكلى يمكن أن يتطور عندهم المرض.

## العلاج
المعالجة تتضمن أن يقوم الشخص على إيقاف أي مكملات تحتوي على الكالسيوم والعوامل القلوية، والتميه.
في الحالات الشديدة، يتطلب دخول المستشفى، في هذه الحالة سوف يتم إعطاء ملح في الوريد. إذا كان القصور الكلوي متقدم إذا يجب المعالجة المتطلبة، تسمى العملية المتطلبة غسل الكلية المزمن.

## النتائج
في الحالات المعتدلة، التحسن الكامل متوقع. في الحالات الشديدة، القصور الكلوي سيكون دائم أو الموت كنتيجة.

## علم الأوبئة
بين الأشخاص الذين قد دخلوا المستشفى مع ارتفاع نسبة الكالسيوم في الدم، إن متلازمة الحليب والقلوي هي ثالث أشهر سبب، بعد فرط الغدة الدرقية والسرطان.

## التاريخ
إن اسم «متلازمة الحليب والقلوي» مشتقة من التفاعل الذي ظهر لمعالجة القرحة المعوية في أوائل 1900 من قبل (Bertrand Sippy) ؛ Sippy)) وصف المصابين بالمتلازمة على نظرية القرح المتسببت من خلال فرط حمضية المعدة. على أية حال ضمن عقود قليلة، متلازمة ارتفاع الكالسيوم الحاد مع نسبة نتائج ميزت من قبل Cuthbert Cope في عام 1936 (حاليا تسمى متلازمة كوب )، وفي عام 1946 Charles H .Burnett ميز بالمثل ولكن أكثر شدة للمتلازمة، مع ارتفاع مستويات كالسيوم الدم المزمن، ونتائج سيئة.
عندما السبب الحقيقي لأكثر قرح المعوية عرفت والأدوية ما عدا مضادات الحموضة طورة لمعالجة حرقت المعدة –يعني أدوية مختزلة الحمض مثل مثبطات مستقبل H2 أو مثبطات مضخة البروتون – إن متلازمة الحليب القلوي بصورة كبيرة سوف تقل. مع ذلك، كنتيجة لزيادة الوعي في نخر العظام وروتين استعمال مكملات الكالسيوم لمنعه، إن المرض سوف يزداد رجوعه.